# Guangzhou International Finance Center
Guangzhou International Finance Center (noto anche come Guangzhou West Tower) è un grattacielo situato nella Zhujiang Avenue West del distretto di Tianhe a Canton, Cina.
Alto 440 metri è il decimo grattacielo più alto della Cina e uno dei più alti di Guangzhou. La costruzione dell'edificio, progettato da Wilkinson Eyre, è partita nel dicembre 2005 ed ultimata nel 2010. Il grattacielo è utilizzato come centro per conferenze, hotel ed edificio per uffici. In particolare i piani dall'1 al 66 sono uffici, dal 67 al 68 ospitano zone tecniche, dal 69 al 98 si ha l'hotel e i piani 99 e 100 sono utilizzati come belvedere. Si trova accanto al grattacielo CTF Finance Centre.